# Martha Custis Washington
Martha Custis Washington (New Kent County, Virginia, 2. lipnja 1731. – Mount Vernon, Virginia, 22. svibnja 1802.), supruga prvog američkog predsjednika Georgea Washingtona, s tim je ulaskom u brak postala i prva prva dama SAD-a.
Martha „Patsy“ Dandridge bila je najstarija kćerka Johna Dandridge (1700. – 1756.) i Frances Jones (1710. – 1785.), koji su se 1730. vjenčali. S 18 godina se udala za Daniela Parke Custisa s kojim je imala 4 djece, no udovicom postaje 1757. godine.
6. siječnja 1759. udaje se za za Goerga Washingtona, no nisu imali djece. 